# The Essential Toto
The Essential Toto je kompilacijski album ameriške rock skupine Toto, ki je izšel 30. septembra 2003 pri založbi Sony BMG.

## Seznam skladb
| Št.             | Naslov                 | Pisec                                                     | Z albuma           | Dolžina |
| --------------- | ---------------------- | --------------------------------------------------------- | ------------------ | ------- |
| 1.              | „Hold the Line‟        | David Paich                                               | Toto               | 3:56    |
| 2.              | „Rosanna‟              | Paich                                                     | Toto IV            | 5:30    |
| 3.              | „Africa‟               | Paich, Jeff Porcaro                                       | Toto IV            | 4:58    |
| 4.              | „99‟                   | Paich                                                     | Hydra              | 5:15    |
| 5.              | „Make Believe‟         | Paich                                                     | Toto IV            | 3:43    |
| 6.              | „I'll Supply the Love‟ | Paich                                                     | Toto               | 3:46    |
| 7.              | „Georgy Porgy‟         | Paich                                                     | Toto               | 4:10    |
| 8.              | „I Won't Hold Back‟    | Steve Lukather                                            | Toto IV            | 4:56    |
| 9.              | „I'll Be Over You‟     | Randy Goodrum, Steve Lukather                             | Fahrenheit         | 3:50    |
| 10.             | „Without Your Love‟    | Paich                                                     | Fahrenheit         | 4:35    |
| 11.             | „Pamela‟               | Paich, Joseph Williams                                    | The Seventh One    | 5:10    |
| 12.             | „The Turning Point‟    | Lukather, Stan Lynch, Paich, Simon Phillips, Mike Porcaro | Tambu              | 5:27    |
| 13.             | „Mindfields‟           | Bobby Kimball, Lukather, Paich, Phillips, M. Porcaro      | Mindfields         | 6:13    |
| 14.             | „On the Run‟           | Lukather, Paich, Fee Waybill                              | Toto XX: 1977-1997 | 6:59    |
| Skupna dolžina: | Skupna dolžina:        | Skupna dolžina:                                           | Skupna dolžina:    | 68:28   |